# د. بي. غيليس
د. بي. غيليس (بالإنجليزية: D. B. Gilles)‏ هو كاتب سيناريو أمريكي، ولد في 30 أغسطس 1947 في كليفلاند في الولايات المتحدة.

## وصلات خارجية
- د. بي. غيليس على موقع IMDb (الإنجليزية)